# Mestis
Mestis (även kallat FM‐serien) är den näst högsta ishockeyserien i Finland efter FM‐ligan och motsvarar den svenska Hockeyallsvenskan. Mestis grundades år 2000 för att ersätta division I när FM‐ligan blev en stängd serie.

## Uppflyttning
Före säsongen 2008–2009 fanns det inget system för uppflyttning till FM‐ligan, men KalPa flyttades ändå upp år 2005 när FM‐ligan utökades till 14 lag. Från 2009 till 2013 kvalspelade vinnaren mot sista laget i FM‐ligan, men inget lag lyckades vinna. Från och med säsong 2013–2014 slopas ligakvalet och vinnaren kan bli uppflyttad om laget har de ekonomiska förutsättningar som krävs för spel i FM‐ligan.
Under grundserien spelas 56 matcher, varefter de åtta bästa lagen går vidare till kvartsfinal. Slutspelet spelas i bäst av sju matcher. De två sämsta lagen kvalar för att hålla sig kvar mot de två bästa lagen från Finlandsserien.

## Lag
| Lag                  | Hemort     | Arena, kapacitet          | Grundat | Head coach       |
| -------------------- | ---------- | ------------------------- | ------- | ---------------- |
| Koovee               | Tammerfors | Hakametsä 2 arena, 800    | 1929    | Juha Pajuoja     |
| Kokkolan Hermes      | Karleby    | Kokkolan jäähalli, 4,200  | 1953    | Antti Karhula    |
| Hokki                | Kajana     | Kajaanin jäähalli, 2,372  | 1968    | Niko Eronen      |
| Iisalmen Peli-Karhut | Idensalmi  | Kankaan jäähalli, –       | 1966    | Jukka Niiranen   |
| Joensuun Jokipojat   | Joensuu    | Mehtimäki Ice Hall, 4 800 | 1953    | Ari Aaltonen     |
| Imatran Ketterä      | Imatra     | Imatra Spa Areena, 1 300  | 1957    | Maso Lehtonen    |
| Kiekko-Vantaa        | Vanda      | Trio Areena, 3 700        | 1994    | Simo Mälkiä      |
| Esbo Blues           | Esbo       | Espoo Metro Areena, 6 982 | 2018    | Mikko Heiskanen  |
| Keupa HT             | Keuru      | Keuruun Jäähalli, 1 100   | 1995    | Mikko Heiskanen  |
| Forssan Palloseura   | Forssa     | Forssa Ice Hall, 3 000    | 1931    | Asko Rantanen    |
| Peliitat Heinola     | Heinola    | Versowood Areena, 2 975   | 1984    | Marko Tuomainen  |
| Rovaniemen Kiekko    | Rovaniemi  | Lappi Areena, 3 500       | 1979    | Petteri Hirvonen |
| Sapko                | Nyslott    | Talvisalo ice rink, 2 833 | 1929    | Pasi Räsänen     |
| Tuto Hockey          | Åbo        | Marli Areena, 3 000       | 1929    | Miika Elomo      |

## Tidigare säsonger
| Säsong    | Mästare            | Silver    | Brons        | Flest poäng i seriespelet |
| --------- | ------------------ | --------- | ------------ | ------------------------- |
| 2000–2001 | Jukurit            | TuTo      | Hermes       | TuTo                      |
| 2001–2002 | Jukurit            | KooKoo    | KalPa        | Jukurit                   |
| 2002–2003 | Jukurit            | K‐Vantaa  | KooKoo       | Jukurit                   |
| 2003–2004 | KalPa              | Jukurit   | Hermes       | Jukurit                   |
| 2004–2005 | KalPa              | Sport     | TuTo         | KalPa                     |
| 2005–2006 | Jukurit            | Sport     | TuTo         | Jukurit                   |
| 2006–2007 | Hokki              | Jukurit   | Sport        | Sport                     |
| 2007–2008 | TuTo               | Hokki     | Jukurit      | TuTo                      |
| 2008–2009 | Sport              | Jokipojat | Hokki        | Jokipojat                 |
| 2009–2010 | Jokipojat          | D Team    | KooKoo       | KooKoo                    |
| 2010–2011 | Sport              | Jukurit   | D Team       | Jukurit                   |
| 2011–2012 | Sport              | Jokipojat | KooKoo       | Jukurit                   |
| 2012–2013 | Jukurit            | KooKoo    | TuTo         | Jukurit                   |
| 2013–2014 | KooKoo             | Jukurit   | TuTo         | TuTo                      |
| 2014–2015 | Jukurit            | KooKoo    | Hokki        | Jukurit                   |
| 2015–2016 | Jukurit            | Hokki     | Jokipojat    | Jukurit                   |
| 2016–2017 | SaPKo              | K‐Vantaa  | Espoo‐United | SaPKo                     |
| 2017–2018 | KeuPa HT           | TuTo      | SaPKo        | KeuPa HT                  |
| 2018–2019 | Ketterä            | KeuPa HT  | TuTo         | Hermes                    |
| 2019–2020 | Covid‐19‐utbrottet | i.u.      | i.u.         | Ketterä                   |
| 2020–2021 | Ketterä            | Hermes    | IPK          | K‐Espoo                   |
| 2021–2022 | Ketterä            | K‐Espoo   | RoKi         | Ketterä                   |
| 2022–2023 | K‐Espoo            | Ketterä   | RoKi         | K‐Espoo                   |

1. ↑  numera Kiekko‐Vantaa
2. ↑  numera JYP‐Akatemia